# Remixes (альбом Кристины Орбакайте)
Remixes — альбом ремиксов российской певицы Кристины Орбакайте, выпущенный в декабре 2001 года на лейбле NOX Music. В альбоме представлены ремиксы на такие песни как «10 вечеров» «Май» из альбома «Май» 2000 года и «Мой мир», «Робот» и «Обещание» из ещё не вышедшего на тот момент альбома «Верь в чудеса» 2002 года.

## Отзывы критиков
Владимир Боровой из InterMedia дал негативную оценку альбому, назвав его дорогим и пафосным, а также что в нём собрано много всего актуального, сияющего, цифрового и жутко модного и при этом — всё в одну кучу без особенного разбора. Также он раскритиковал вокал Орбакайте. Говоря о работе музыкантов, работавших над альбомом, он отметил, что все треки качественно смикшированы и отмастерены, эффекты вставлены грамотно. 
Резюмируя, он заявил: «данный релиз […] доказал, что при встрече капитала и музыкальных данных средней степени с одной стороны и беспринципного профессионализма с другой, получается продукт съедобный, имеющий отличный товарный вид, но при этом совершенно невкусный».

## Список композиций
| №   | Название                      | Текст песни                                                                           | Музыка                                                                              | Длительность |
| --- | ----------------------------- | ------------------------------------------------------------------------------------- | ----------------------------------------------------------------------------------- | ------------ |
| 1.  | «Мой мир» (Dance Mix)         | Наталия Платицына                                                                     | Владимир Сушко                                                                      | 3:15         |
| 2.  | «10 вечеров» (Remix)          | Александр Ружицкий                                                                    | Александр Ружицкий                                                                  | 5:12         |
| 3.  | «Робот» (Vocal Mix)           | Михаил Танич                                                                          | Левон Мерабов                                                                       | 4:41         |
| 4.  | «Обещание» (Dub Mix)          | Сергей Патрушев                                                                       | Андрей Мисин                                                                        | 4:38         |
| 5.  | «10 вечеров» (Disco Pop Mix)  | Александр Ружицкий                                                                    | Александр Ружицкий                                                                  | 3:06         |
| 6.  | «Робот» (Club Mix)            | Михаил Танич                                                                          | Левон Мерабов                                                                       | 3:59         |
| 7.  | «Мой мир» (Break Beat Mix)    | Наталия Платицына                                                                     | Владимир Сушко                                                                      | 5:20         |
| 8.  | «Обещание» (Latino Dance Mix) | Сергей Патрушев                                                                       | Андрей Мисин                                                                        | 3:19         |
| 9.  | «Май» (Love Mix)              | Илья Резник                                                                           | Игорь Корнилов                                                                      | 5:02         |
| 10. | «Megamix»                     | Илья Резник / Александр Ружицкий / Сергей Патрушев / Наталия Платицына / Михаил Танич | Игорь Корнилов / Александр Ружицкий / Андрей Мисин / Владимир Сушко / Левон Мерабов | 3:23         |